# 伊號第四十三潛艦
伊号第四三潜水艦（いごうだいよんじゅうさんせんすいかん）是大日本帝国海军的一艘潜水艇。伊四〇型潜水艦（乙型改1）的4号艦。昭和19年执行运输作战的途中战沉。

## 艦歷
- 1941年 マル急計画第373号艦
- 1942年4月27日 佐世保海軍工廠开工建造
  - 10月25日 下水
- 1943年11月5日 竣工。船籍编入横須賀鎮守府
- 1944年2月9日 为执行輸送作战而从吴港出发
  - 2月11日 编入第15潜水隊
  - 2月13日 进入塞班港、搭载佐鎮第101特别陆战队59名于翌日出港，前往楚克方向
  - 2月15日 在帕劳西南遭到美军潜艇「アスプロ」的鱼雷攻击而沉没。艇上乗員107名以及陆战队员59名全員战死。
  - 4月8日 确认沉没于楚克方面
  - 4月30日 除籍

## 歴代艦長

### 艤装員長
1. 遠藤忍中校（1943年8月15日-）

### 艦長
1. 遠藤忍中校（1943年11月5日-）

## 同型艦
Template:伊四〇型潜水艦